# Шевелёва (Талицкий муниципальный округ)
Шевелёва — деревня в Талицком городском округе Свердловской области России.

## Географическое положение
Деревня Шевелёва находится в 18 километрах (по дорогам в 25 километрах) к северо-западу от города Талицы, на правом берегу реки Юрмыч — левого притока реки Пышмы.

## Население
| 2002 | 2010 | 2021 |
| ---- | ---- | ---- |
| 31   | ↘23  | ↘10  |